# Leif Hovelsen
Leif Hovelsen est un militant des droits de l'homme norvégien né le 1er novembre 1923 à Oslo et mort le 18 septembre 2011.

## Biographie
Il est le fils de Karl Hovelsen et d'Anna Skarstroem. Durant la Seconde Guerre mondiale, il est résistant. Dénoncé par un ami, il est arrêté par la Gestapo puis emprisonné au camp de Grini pendant deux ans.
Après la guerre, il a œuvré pour le pardon et la réconciliation avec les anciens occupants, tant sur le plan personnel que politique entre la Norvège et l'Allemagne, dans le cadre d'un engagement personnel fort avec le Réarmement moral à partir de 1946-1947,. Il passe plusieurs années à parcourir la Ruhr pour diffuser son message de réconciliation dans les milieux ouvriers et miniers.
Des années 1970 à sa mort, il se rend régulièrement à Steamboat Springs, station où son père a travaillé. Il meurt en septembre 2011 d'une leucémie.

## Publications
- (no) All verden venter, Oslo, Land og kirke, 1958 (lire en ligne)
- (en) Out of the Evil Night, Londres, Blandford, 1959 (lire en ligne)
- Hors des ténèbres maudites, Neuchâtel, Éditions Delachaux & Niestlé, 1961 (BNF 33045519)
- (en) The Flying Norseman: Carl Howelsen 1877–1955, Ishpeming, Michigan, National Ski Hall of Fame Press, 1983
- (en) Through the Walls – Ways to Reconciliation, 2006
- (ru) Skvoz' stenu, Moscou, Navona, 2006
- (no) Gjennom murene, Oslo, Euro-forum, 2007 (lire en ligne)
- (de) Durch die Mauern: Wege zur Versöhnung, Nuremberg, 2009 (DNB 993545343)